# Best of Soul
Best of Soul es el segundo álbum de grandes éxitos japoneses de BoA. Este es su primer álbum de grandes éxitos contienen sus canciones japonesas. El álbum fue lanzado el 2 de febrero de 2005 bajo Avex Trax. El álbum contiene sencillos de su álbum de debut japonés, Listen to My Heart y el tercer álbum, Love & Honesty. También contiene dos sencillos que fueron lanzados para el álbum, «Quincy / Kono Yo no Shirushi» y «Meri Kuri». El álbum fue lanzado en dos versiones; La versión regular del CD y una versión «perfecta», que fue reeditada con un DVD que contenía algunos de sus vídeos musicales. Best of Soul es el cuarto álbum de BoA en alcanzar la posición número uno y fue certificado por la Recording Industry Association of Japan.

## Antecedentes
Best of Soul fue lanzado casi un año después de su tercer álbum de estudio, Love & Peace. Con el fin de promover el álbum BoA lanzó dos sencillos «Quincy / Kono Yo no Shirushi» y «Meri Kuri». El primer sencillo debutó en el número cuatro en la lista de Oricon, mientras que el último debutó en el número cinco. Tras su lanzamiento Best of Soul se clasifió el número uno de Oricon vendiendo 489 067 copias en su primera semana. El álbum vendió más tarde 1 003 000 copias en mayo de 2005 que hizo a BoA la única cantante asiática no japonesa para tener dos álbumes que vendieron más de un millón de copias en Japón. El primer álbum que lo hizo fue su segundo álbum de estudio, Valenti, que fue lanzado dos años antes.
Al final del año Best of Soul vendió un total de 1 060 039 copias convirtiéndolo en el noveno álbum más vendido del 2005.

## Lista de canciones
| CD  |                                                                                  |          |  |
| N.º | Título                                                                           | Duración |  |
| 1.  | «Listen to My Heart» (De Listen to My Heart)                                     | 3:57     |  |
| 2.  | «ID; Peace B» (De Listen to My Heart)                                            | 3:54     |  |
| 3.  | «Amazing Kiss» (De Listen to My Heart)                                           | 4:34     |  |
| 4.  | «Kimochi wa Tsutawaru» (De Listen to My Heart)                                   | 4:24     |  |
| 5.  | «Every Heart: Minna no Kimochi» (De Listen to My Heart)                          | 4:33     |  |
| 6.  | «Valenti» (De Valenti)                                                           | 4:18     |  |
| 7.  | «Kiseki» (De Valenti)                                                            | 4:20     |  |
| 8.  | «No.1» (De Valenti)                                                              | 3:14     |  |
| 9.  | «Jewel Song» (De Valenti)                                                        | 5:27     |  |
| 10. | «Shine We Are!» (De Love & Honesty y Shine We Are!)                              | 5:05     |  |
| 11. | «Double» (De Love & Honesty)                                                     | 3:28     |  |
| 12. | «Rock with You» (De Love & Honesty)                                              | 4:15     |  |
| 13. | «Quincy» (De «Quincy / Kono Yo no Shirushi»)                                     | 3:49     |  |
| 14. | «Kono yo no Shirushi (The Mark of Tonight)» (De «Quincy / Kono Yo no Shirushi»)  | 3:47     |  |
| 15. | «Meri Kuri» (De «Meri Kuri»)                                                     | 5:34     |  |
| 16. | «La-la-la Love Song» (Cover de Noshinobu Kubota y Naomi Campbell con Soul'd Out) | 5:40     |  |

| DVD |                                 |          |  |
| N.º | Título                          | Duración |  |
| 1.  | «ID; Peace B»                   |          |  |
| 2.  | «Amazing Kiss»                  |          |  |
| 3.  | «Quincy»                        |          |  |
| 4.  | «Listen to My Heart»            |          |  |
| 5.  | «Every Heart: Minna no Kimochi» |          |  |
| 6.  | «Valenti»                       |          |  |
| 7.  | «Kiseki»                        |          |  |
| 8.  | «Jewel Song»                    |          |  |
| 9.  | «Shine We Are!»                 |          |  |
| 10. | «Double»                        |          |  |
| 11. | «Rock with You»                 |          |  |
| 12. | «Be the One»                    |          |  |
| 14. | «Meri Kuri»                     |          |  |
| 15. | «The Love Bug»                  |          |  |
| 16. | «Making of Quincy»              |          |  |
| 17. | «Making of Meri Kuri»           |          |  |

## Posicionamiento en listas y ventas
| Lanzamiento          | Lista               | Mejores posiciones | Ventas en la primera semana | Ventas totales | Total de semanas |
| -------------------- | ------------------- | ------------------ | --------------------------- | -------------- | ---------------- |
| 2 de febrero de 2005 | Oricon Daily Chart  | 1                  |                             |                |                  |
| 2 de febrero de 2005 | Oricon Weekly Chart | 1                  | 489 067                     | 1 060 039      | 70               |
| 2 de febrero de 2005 | Oricon Yearly Chart | 9                  |                             |                |                  |

### Sencillos
| Título                         | Mejores posiciones |
| ------------------------------ | ------------------ |
| «Quincy / Kono Yo no Shirushi» | 4                  |
| «Meri Kuri»                    | 5                  |